# Campeonato do Mundo de Polo de 1987
O Campeonato do Mundo de Polo de 1987 foi o torneio inaugural do maior evento de polo do mundo, disputado em Buenos Aires, na Argentina. O torneio foi vencido pela equipa dona da casa, a Argentina. Este evento reuniu cinco equipes de todo o mundo e teve como sede o Campo Argentino de Polo, considerado o maior local de prática do referido esporte, no mundo.
O torneio inaugural viu a Argentina ser campeã, com o México ficando na segunda posição e o Brasil com o terceiro lugar.

## Qualificação
Um total de 5 vagas foram oferecidas para o torneio, sendo que a Argentina por ser a sede do torneio qualificou-se automaticamente.
As demais 4 vagas foram preenchidas por meio de torneios qualificatórios.
|                 | América do Norte e Central                      | América do Sul             | Europa             | África, Ásia e Oceania |
| --------------- | ----------------------------------------------- | -------------------------- | ------------------ | ---------------------- |
| Sede do torneio | México e Estados Unidos                         | Brasil                     | França e Espanha   | Austrália              |
| Participantes   | - Canadá - Costa Rica - Estados Unidos - México | - Brasil - Chile - Uruguai | - Espanha - França | - Austrália - Nigéria  |
| Qualificados    | - México                                        | - Brasil                   | - Espanha          | - Austrália            |

## Campeonato
As 5 equipas qualificadas disputaram o campeonato no modelo todos-contra-todos, onde aquela que obtivesse maior pontuação após 4 jogos seria declarada a campeã.

### Fase única
| Pos | Equipe    | Pts | J |
| --- | --------- | --- | - |
| 1   | Argentina | 7   | 4 |
| 2   | México    | 5   | 4 |
| 3   | Brasil    | 4   | 4 |
| 4   | Espanha   | 2   | 4 |
| 5   | Austrália | 0   | 4 |

### Último jogo
|  | Argentina                                              | 14–14 | México                                               | Campo Argentino de Polo, Buenos Aires |
|  | Diego Dodero Martin Vidou Esteban Panelo Pablo Sirvent |       | J. Celis A. Gonzalez Gracida V. Aguilar M. Nava Ayon |                                       |